# Emily (película)
Emily es una película dramática biográfica de 2022, escrita y dirigida por Frances O'Connor en su debut como directora. Representa la breve vida de la escritora británica Emily Brontë, interpretada por Emma Mackey; Fionn Whitehead, Oliver Jackson-Cohen, Alexandra Dowling, Adrian Dunbar, Amelia Gething y Gemma Jones también aparecen en papeles secundarios.

## Sinopsis
Describe la breve vida de la escritora británica Emily Brontë antes de escribir Cumbres Borrascosas: «Nos presenta a Emily, una rebelde e inadaptada que encuentra su voz y escribe el clásico literario Cumbres Borrascosas. La película explora las relaciones que la inspiraron: su hermandad cruda y apasionada con Charlotte y Anne; su primer amor doloroso y prohibido por Weightman, y su cuidado por su hermano inconformista a quien idolatra».

## Reparto
- Emma Mackey como Emily Brontë[2]
- Fionn Whitehead como Branwell Brontë
- Oliver Jackson-Cohen como William Weightman
- Alexandra Dowling como Charlotte Brontë
- Amelia Gething como Anne Brontë
- Adrian Dunbar
- Gemma Jones

## Producción
La película se anunció en mayo de 2020 con Emma Mackey en el papel principal, además de Joe Alwyn, Fionn Whitehead y Emily Beecham interpretando a varias personas en la vida de Emily. Frances O'Connor fue la encargada de escribir y dirigir la película.
Alwyn y Beecham desistieron antes del inicio de la filmación en abril de 2021 en Yorkshire, incorporándose al reparto: Oliver Jackson-Cohen, Alexandra Dowling, Amelia Gething, Gemma Jones y Adrian Dunbar, mientras que Warner Bros. Pictures adquirió los derechos de distribución en el Reino Unido. El rodaje se realizó entre el 16 de abril y el 26 de mayo de 2021.
El tráiler y el póster oficial de la película se dieron a conocer al público el 11 de agosto de 2022.

## Estreno
Se estrenó en el Festival Internacional de Cine de Toronto en 2022, en el marco del premio Platform. En mayo de 2022, se anunció que Bleecker Street ha adquirido los derechos de distribución de la película en Estados Unidos. En España llegó a las salas de cine el 13 de enero de 2023.